# أنطونيو ماريا بابتيستا
أنطونيو ماريا بابتيستا (بالبرتغالية: António Maria Baptista) هو سياسي برتغالي، ولد في 5 يناير 1866 في باجة في البرتغال، وتوفي في 6 يونيو 1920 في لشبونة في البرتغال بسبب سكتة. حزبياً، نشط في Democratic Party (Portugal) ‏. وقد انتخب وزير.
1. ↑   http://www.ordens.presidencia.pt/?idc=153. {{استشهاد ويب}}: |url= بحاجة لعنوان (مساعدة) والوسيط |title= غير موجود أو فارغ (من ويكي بيانات) (مساعدة)